# 卡纳韦耶
卡纳韦耶（法語：Canaveilles，法語發音：[kanavɛj] ⓘ）是法国东比利牛斯省的一个市镇，属于普拉德区。

## 地理
卡纳韦耶（42°32'11"N, 2°14'59"E）面积10.95 平方千米，位于法国奧克西塔尼大區东比利牛斯省，该省份为法国大陆部分最南部的省份，涵盖了北加泰罗尼亚，北起奥德省，西接阿列日省和安道尔，南与西班牙接壤，东临地中海。
与卡纳韦耶接壤的市镇（或旧市镇、城区）包括：艾瓜泰比亚-塔洛、奥莱特、苏阿尼亚斯、涅尔、蒂埃斯-昂特尔瓦伊斯、丰佩德鲁斯、索托。

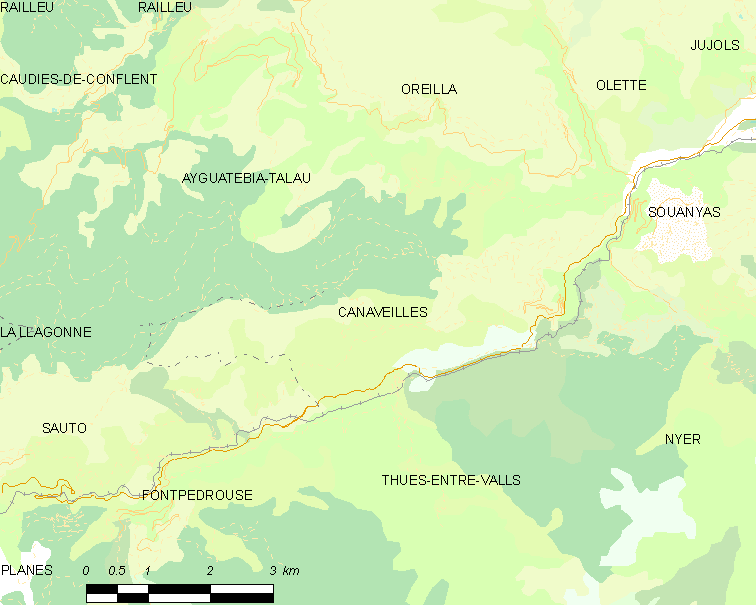
卡纳韦耶的OSM定位图

卡纳韦耶的时区为UTC+01:00、UTC+02:00（夏令时）。

## 行政
卡纳韦耶的邮政编码为66360，INSEE市镇编码为66036。

## 政治
卡纳韦耶所属的省级选区为加泰罗尼亚比利牛斯县。

## 人口

1962-2008年间卡纳韦耶人口变化图示

卡纳韦耶于2022年1月1日时的人口数量为43人。